# Lumbricus
Lumbricus là một chi giun trong họ giun đất gồm các loài giun phân bố ở châu Âu Chúng đóng vai trò quan trọng đối với hệ sinh thái, giảm nguy cơ lũ lụt. Nếu không có chúng cày xới mặt đất, chúng ta sẽ mất mát nhiều hơn. Tầm quan trọng của chúng như loài ong thụ phấn cho cây trồng, chúng giúp thông khí cho đất, nước, ngăn xói mòn bề mặt. 

## Các loài
Chi này gồm các loài sau đây:
- Lumbricus badensis
- Lumbricus baicalensis
- Lumbricus castaneus
- Lumbricus centralis
- Lumbricus festivus
- Lumbricus friendi
- Lumbricus improvisus
- Lumbricus klarae
- Lumbricus meliboeus
- Lumbricus polyphemus
- Lumbricus rubellus
- Lumbricus terrestris
- Lumbricus variegatus

## Tại Anh
Người ta đã phát hiện loài giun đất giống rắn nhỏ trên đảo Rum ở Scotland. Loài giun này có tên khoa học là Lumbricus terestris, được tìm thấy ở Papadil - một khu dân cư thưa thớt ở Rum chỉ có 30 người sinh sống. Đây là loài giun lớn nhất từng được phát hiện ở Anh, có chiều dài gấp ba và cân nặng gấp 4 lần những loài giun bình thường, chúng dài tới 40 cm, phát triển tốt nhờ môi trường đất giàu dinh dưỡng và ít kẻ săn mồi trên đảo Rum. Nếu được tự do phát triển, loài giun đất ở đảo Rum có thể nặng tới 15-20 gram.
Loài giun to như rắn con, nặng cỡ chuột nhắt, những con giun này nặng cỡ 12,5 gram, gấp nhiều lần so với kích cỡ thông thường của giun chỉ từ 4-5 gram. Loài giun lớn nhất từng được tìm thấy ở Yorkshire Dales những năm 90 nặng khoảng 8 gram. Khi những con giun này bò ra khỏi hang, chúng như những con rắn nhỏ. Loài giun ở đảo Rum lớn hơn bình thường do ở vị trí cô lập, tại vùng đất chất lượng tốt, không có nhiều thú ăn thịt như lửng, nhím, cáo là những loài sẽ nuốt sống giun con trước khi chúng kịp lớn.
Không giống đa số các loài động vật ngừng lớn khi đạt tới kích thước nhất định, loài giun đất có thể tiếp tục tăng trưởng nếu không bị ăn thịt. Chỉ cần không bị ai đụng tới, loài giun này sẽ dần trở nên to hơn, lớn hơn nữa. Có thể nuôi loài giun này trong phòng thí nghiệm chừng một hai năm, và chúng có thể nặng tới 15, thậm chí 20 gram. Giun đất thường chỉ nặng 4-5 gram. Rất khó để phát hiện loài giun này trên đảo Rum vì chúng sẽ trốn sâu xuống lòng đất nếu cảm nhận được bước chân người. Có thể săn giun bằng cách đổ nước trộn mù tạt xuống hang của nó, khiến nó bị kích thích và trồi lên mặt đất.